# Rafał Wnuk (kompozytor)
Rafał Krzysztof Maria Wnuk, ps. Chris Rafael oraz Chris Rafael Wnuk (ur. 7 września 1971 w Warszawie) – polski kompozytor i pianista.
Wykształcenie muzyczne zaczął zdobywać w Państwowej Szkole Muzycznej im. Józefa Elsnera w Warszawie, następnie w Szkole Muzycznej im. Fryderyka Chopina (dyplom w 1992). Studiował improwizację fortepianową pod kierunkiem Szabolcs Esztényi na Akademii Muzycznej im. Fryderyka Chopina oraz kompozycję i organy pod kierunkiem Mariana Sawy, ale największy wpływ wywarły na jego grę i kompozycje Międzynarodowe Mistrzowskie Kursy Pianistyczne pod kierunkiem Ryszarda Baksta, Wiktora Mierżanowa, Tatiany Szebanowej oraz Barbary Hesse-Bukowskiej.
Komponować zaczął w wieku 8 lat, od 1979 roku występował grając koncerty solowe, kameralne (trio fortepianowe), koncerty z orkiestrą i z chórem jak też koncerty klubowe, na których zazwyczaj wykonywał własne kompozycje. Występował między innymi w ramach Światowych Dni Muzyki Współczesnej.

## Kompozycje
- 1992 – kompozycja i wykonanie utworu „Poemat na fortepian” w ramach Światowych Dni Muzyki w Warszawie
- 2000 – utwory do filmu „Świąteczna przygoda” w reżyserii Dariusza Zawiślaka
- 2002 – kompozycja muzyki do serialu A dalmatian's point of view
- 2004 – płyta autorska pod tytułem „softer edges” (utwory na fortepian, kompozycja i wykonanie), płyta w bibliotece muzycznej Sound-Pol Music Library – a part of Sony/Atv Music Publishing (w 40 krajach)
- 2003 – „lots of light” – muzyka w filmie zrealizowanym (2003) przez ARD (niemiecką telewizję publiczną) „Polen's vergessene Ostseeküste”
- 2005 – „Tak blisko i tak daleko/So nahe und so weit” – książka+cd – kompozycje fortepianowe do wierszy Bożeny Intrator
- 2008 – muzyka do filmu Skarby Ani K
- 2009 – muzyka do filmu Balladyna (The Bait) w reżyserii Dariusza Zawiślaka
- 2011 – muzyka do filmu Not Fashion Alone (film) w reżyserii Bożeny Intrator i Sylwii Romeckiej
- 2012 – muzyka do spektaklu poetycko muzycznego Mazurkowe impresje z wierszami Bożeny Intrator – prawykonanie w Filharmonii im. Henryka Wieniawskiego w Lublinie 23 listopada 2012
- 2013 – płyta autorska pod tytułem „a touch of light” (utwory na fortepian, kompozycja i wykonanie), płyta wydana przez Universal Music Polska, premiera 26 lutego 2013
- 2019 – płyta autorska pod tytułem CHINESE IMPRESSIONS (utwory na fortepian, kompozycja, wykonanie), płyta wydana przez Bovenkon i Jaguarec, premiera 28 maja 2019

Jest członkiem stowarzyszenia STOART, ZAiKS oraz Polskiej Akademii Filmowej. Spadkobierca praw do utworów i przekładów autorstwa Krystyny Wnukowej.